# Peter Anton Brentano

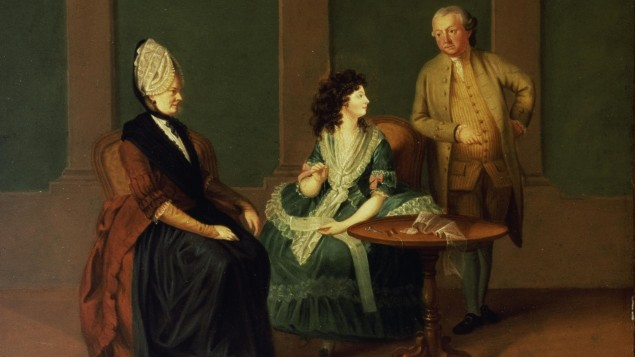
Peter Anton Brentano (rechts), seine Ehefrau Maximiliane sowie ihre Mutter Sophie La Roche (links)

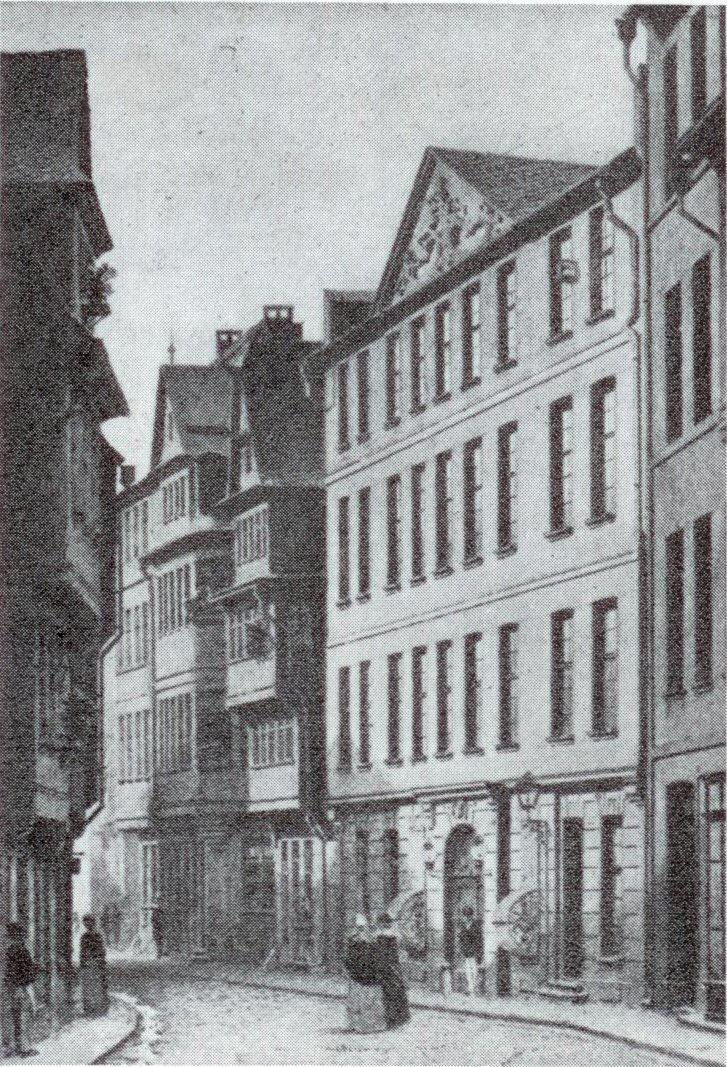
Das Haus Zum Goldenen Kopf in der Großen Sandgasse

Pietro Antonio Brentano, genannt Peter Anton, (* 19. September 1735 in Tremezzo, Herzogtum Mailand; † 9. März 1797 in Frankfurt am Main) war ein deutscher Großkaufmann und Diplomat. Er galt zu seiner Zeit als einer der erfolgreichsten Kaufleute der Stadt Frankfurt.

## Leben
Brentano entstammte einem Zweig der seit dem 13. Jahrhundert in der Gegend von Como nachweisbaren lombardischen Adelsfamilie Brentano, der Linie Brentano-Tremezzo. Domenico Brentano di Tremezzo hatte 1698 den Sitz seines Mailänder Handelshauses nach Frankfurt am Main in den Nürnberger Hof verlegt. Pietro Antonio war sein Enkel, der Sohn von Domenico Martino Brentano (1686–1755) und der Maria Elisabetha, geb. Brentano-di Riatti (1700–1736).
Bis 1753 war er Teilhaber der von seinem Großvater gegründeten Firma Domenico Brentano & Söhne, dann gründete er seine eigene Handelsgesellschaft im Nürnberger Hof. 1777 kaufte er das Haus zum Goldenen Kopf in der Großen Sandgasse. Unter dem Kurfürsten von Trier Clemens Wenzeslaus von Sachsen zum Geheimen Rat und Residenten bei der Freien Reichsstadt Frankfurt ernannt, wurde er 1785 Generaleinnehmer der Finanzen des Kurrheinischen Kreises und lebte danach die meiste Zeit am Hofe des Kurfürsten in Koblenz. Er spielte Violine und schrieb Gedichte in italienischer Sprache, sprach aber wohl bis zu seinem Tode nur gebrochen Deutsch.
Brentano war dreimal verheiratet und hatte insgesamt 20 Kinder, von denen 14 das Erwachsenenalter erreichten. Nach dem Tode seiner zweiten Frau Maximiliane 1793 übergab er seine Geschäfte den Söhnen Franz und Georg und zog sich völlig nach Koblenz in die kurtrierische Residenzstadt zurück. Dort heiratete er ein drittes Mal, diesmal Friederike von Rottenhof (1771–1817), mit der er noch zwei Kinder zeugte, die beide aber früh verstarben.

## Nachkommen
Kinder aus erster Ehe mit Paula Maria Josefa Walpurga Brentano-Gnosso (1744–1770)
1. Anton Maria Brentano (1763–1833)
2. Franz Dominicus Josef Maria Brentano (1765–1844) – 1798 verheiratet mit Johanna Antonia Josepha von Birckenstock (Antonie Brentano, 1780–1869). Franz wurden die Geschäfte der Familienfirma übertragen, da sein Vater überlastet war. Nach dem Tod seines Vaters wurde er Chef der Familie. Er war Eigentümer des sogenannten Brentanohauses in Winkel im Rheingau, ein Sommerhaus seiner Schwiegereltern.
3. Maria Josefa (1767–1770)
4. Peter Anton Ludwig Brentano (1768–1788)
5. Dominicus Martin Franz Carl Brentano (1769–1825), Dr.jur., ein sog. schwarzes Schaf der Familie, Trunkenbold und Schürzenjäger.
6. Paula Maria Walpurga Brentano (1770–1805) verheiratet 1800 mit Johann Wilhelm von Wasmer.

Kinder aus zweiter Ehe mit Maximiliane von La Roche (1756–1793), Freundin von Johann Wolfgang von Goethe. Sie starb sechs Monate nach der Geburt ihres zwölften Kindes 1793. 

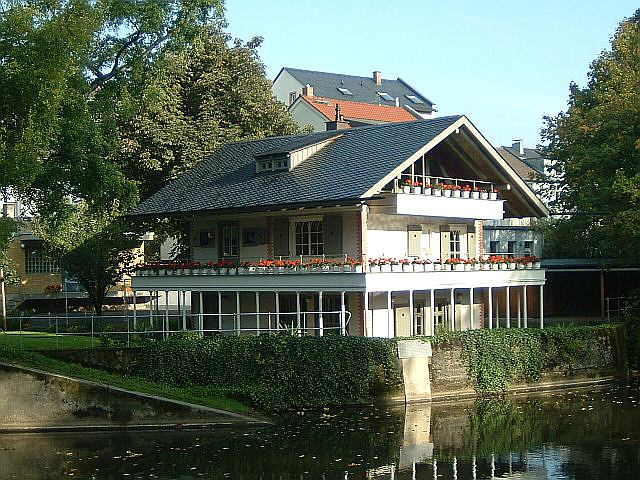
Petrihaus in Rödelheim

1. Georg Brentano (1775–1851), Frankfurter Bankier, Erbauer des Brentanoparks in Frankfurt-Rödelheim mit Petrihaus. Für seine damals 18-jährige Lieblingsnichte Maximiliane (1802–1861) ließ er hier auf seinem Sommersitz als 70-Jähriger einen Pavillon aus den edelsten Materialien erbauen. Dieses Gartenhaus („Der lieben Maxe“) wurde 2006 renoviert.
2. Maria Sophie Therese genannt Sophie (1776–1800), jung gestorben und beerdigt in Oßmannstedt, dem Gut von Christoph Martin Wieland.
3. Clemens Brentano (1778–1842), genauer Clemens Wenzeslaus Brentano, war ein deutscher Schriftsteller der Romantik. Sein Taufpate war der Kurfürst von Trier Clemens Wenzeslaus von Sachsen. Brentano war u. a. mit Sophie Mereau (1770–1806) verheiratet.
4. Kunigunde Maria Ludovica Catharina Brentano, genannt Gunda (1780–1863), 1804 verheiratet mit Friedrich Carl von Savigny, Preußischer Minister.
5. Maria Francisca Catharina (* 3. März 1782; † 5. Juni 1785)
6. Christian Franz Damian Friedrich (1784–1851), Schriftsteller, verheiratet mit Emilie Genger.
7. Elisabeth Catharina Ludovica Magdalena Brentano, genannt Bettine (1785–1859), deutsche Schriftstellerin – verheiratet mit Achim von Arnim (1781–1831).
8. Maria Ludovica Katharina Brentano, genannt Lulu (1787–1854), heiratete 1805 den Bankier Carl Jordis, der sich 1806 in Kassel niederließ und dort Stadtwohnung und Schloss Schönfeld kaufte, das er aber bereits 1809 an König Jérôme weiterverkaufen musste. Nach ihrer Scheidung heiratete sie 1827 in zweiter Ehe den aus Brüssel stammenden Richard Peter von Rosier des Bordes.
9. Magdalena Maria Caroline Francisca Brentano, genannt Meline (1788–1861), war mit Georg Friedrich von Guaita (1772–1851) verheiratet, der mehrfach Bürgermeister der Stadt Frankfurt am Main war.
10. Caroline Ludovica Ernestine (* 29. Januar 1790; † 23. September 1791)
11. Anna Maria Francisca Ludovica (* 20. September 1791; † 26. April 1792)
12. Susanna Philippine Francisca Ludovica (* 11. Mai 1793; † 2. September 1793)

Kinder aus 3. Ehe mit Anna „Friederike“ Freiin von Rottenhoff (1771–1817)
1. Friedrich Karl Franz (* 29. Juli 1796, † 5. August 1796)
2. Franz Peter (* 20. Juli 1797, † 7. September 1813) fiel in der Schlacht bei Dennewitz nahe Jüterbog.

## Varia
Im Frankfurter Haus der Familie pflegte man 1792/93 den schwerverwundeten Verwandten, Generalmajor Anton Joseph von Brentano-Cimaroli (1741–1793), welcher auch dort starb und unter großen Ehren im Frankfurter Dom beigesetzt wurde.